# Jan Ludvig
Jan Ludvig (* 17. September 1961 in Liberec, Tschechoslowakei) ist ein ehemaliger tschechischer Eishockeyspieler und derzeitiger -scout, der im Verlauf seiner aktiven Karriere zwischen 1980 und 1981 unter anderem 314 Spiele für die New Jersey Devils und Buffalo Sabres in der National Hockey League (NHL) auf der Position des rechten Flügelstürmers bestritten hat. Seinen größten Karriereerfolg feierte Ludvig zu Beginn seiner Laufbahn, als er mit der tschechoslowakischen U18-Nationalmannschaft bei der U18-Junioren-Europameisterschaft 1979 den Europameistertitel gewann. Sein Sohn John wurde im NHL Entry Draft 2019 von den Florida Panthers ausgewählt.

## Karriere
Ludvig entstammt dem Nachwuchssystem seines Heimatklubs HC Liberec, nach dem er bereits im Alter von fünf Jahren mit dem Eishockeyspielen begann. Nach abgeschlossener Ausbildung dort wechselte er innerhalb der Tschechoslowakei zum TJ CHZ Litvínov, wo er in der Saison 1980/81 in der ersten Mannschaft des Klubs in der höchsten Spielklasse des Landes debütierte. Der 19-Jährige absolvierte drei Partien. Anschließend entfloh der Stürmer dem kommunistischen System über Österreich in Richtung Kanada. Auf dem nordamerikanischen Kontinent setzte Ludvig das Eishockeyspielen fort. Kurzzeitig war er in der Saison 1981/82 für die St. Albert Saints in der Alberta Junior Hockey League (AJHL) aktiv, bevor er in die höherklassige Western Hockey League (WHL) zu den Kamloops Junior Oilers wechselte. Mit 65 Scorerpunkten in lediglich 37 Einsätzen machte er auch andere Mannschaften auf sich aufmerksam, sodass er noch zum Saisonende in die Vereinigten Staaten wechselte.
Der Tschechoslowake beendete die Spielzeit 1981/82 bei den Wichita Wind aus der Central Hockey League (CHL), die er in drei Playoff-Einsätzen unterstützte, in denen er zwei Tore erzielte. Zum Beginn der Saison 1982/83 stand er weiterhin in Wichita unter Vertrag. Seine Schnelligkeit sowie seine gute Ausbildung für das Überzahlspiel weckten aber weiterhin Begehrlichkeiten und so sicherten sich die New Jersey Devils aus der National Hockey League (NHL) die Dienste des als Free Agent geltenden Offensivspielers. Nach 17 Scorerpunkten in 51 Einsätzen akklimatisierte sich Ludvig mit Beginn des Spieljahres 1983/84 in der NHL. Er erreichte am Saisonende 54 Scorerpunkte, in der folgenden Spielzeit kamen weitere 31 hinzu. Danach setzten Verletzungen den Stürmer immer wieder außer Gefecht, worunter auch seine Offensivproduktion litt. So bestritt er zwischen 1985 und 1987 in keinem der beiden Spieljahre mehr als 45 NHL-Spiele und erreichte zudem nicht mehr als 16 Punkte. Zeitweise setzten die Devils Ludvig in der American Hockey League (AHL) bei ihrem Farmteam Maine Mariners ein. Im Mai 1987 trennten sie sich schließlich vollends von ihm, als sie ihn gegen Jim Korn von den Buffalo Sabres eintauschten.
In Diensten der Sabres änderte sich an Ludvigs Verletzungsproblemen nichts. Er absolvierte bis zum Ende der Saison 1988/89 binnen zwei Jahren lediglich 28 Spiele für das Team, bevor er seine Profikarriere im Sommer 1989 im Alter von 27 Jahren beenden musste. Ludvig verblieb danach in Nordamerika und arbeitete von 1994 bis 2018 als Scout für die New Jersey Devils. Seit Sommer 2019 ist er in dieser Funktion für die Boston Bruins in der NHL und den tschechischen Zweitligisten HC Benátky nad Jizerou tätig. Ebenso war er immer wieder für seinen Stammverein in Liberec beschäftigt. Neben einem kurzen Intermezzo als Spieler in der Saison 2001/02 arbeitet er dort seit 2016 im Trainerstab des Erstligisten. Seinen Hauptwohnsitz hat Ludvig im kanadischen Kamloops und widmet sich darüber hinaus seiner großen Leidenschaft, dem Motocross. Er ist mehrfacher Teilnehmer am ErzbergRodeo.

### International
Auf internationaler Ebene vertrat Ludvig sein Geburtsland Tschechoslowakei bei der U18-Junioren-Europameisterschaft 1979 in Polen. Dort führte er die Mannschaft als bester Stürmer des Turniers zum ersten Titelgewinn seit der Erstaustragung 1968. Ebenso wurde er ins All-Star-Team des Turniers berufen.

## Erfolge und Auszeichnungen
- 1979 Goldmedaille bei der U18-Junioren-Europameisterschaft
- 1979 Bester Stürmer der U18-Junioren-Europameisterschaft
- 1979 All-Star-Team der U18-Junioren-Europameisterschaft

## Karrierestatistik

### International
Vertrat die Tschechoslowakei bei:
- U18-Junioren-Europameisterschaft 1979

(Legende zur Spielerstatistik: Sp oder GP = absolvierte Spiele; T oder G = erzielte Tore; V oder A = erzielte Assists; Pkt oder Pts = erzielte Scorerpunkte; SM oder PIM = erhaltene Strafminuten; +/− = Plus/Minus-Bilanz; PP = erzielte Überzahltore; SH = erzielte Unterzahltore; GW = erzielte Siegtore; 1 Play-downs/Relegation; Kursiv: Statistik nicht vollständig)